# Lehigh Valley

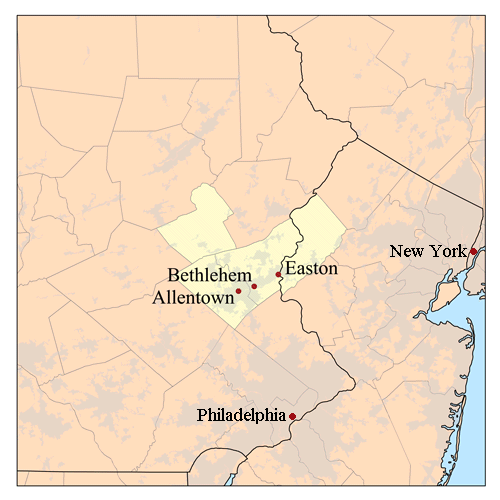
Karte des Lehigh Valley

Das Lehigh Valley ist eine Metropolregion im Osten von Pennsylvania sowie im westlichen New Jersey. Das Ballungsgebiet wird vom Office of Management and Budget zu statistischen Zwecken als Allentown–Bethlehem–Easton, PA-NJ Metropolitan Statistical Area geführt.
Zum Zeitpunkt der Volkszählung von 2020 hatte das Gebiet 861.889 Einwohner. Die wichtigsten Städte der 1176 Quadratkilometer umfassenden Region sind  Allentown, Bethlehem und Easton. Benannt ist die Region nach dem Lehigh River.